# Axintele
Axintele es una comuna ubicada en el distrito de Ialomița, Rumania.

## Superficie
Cuenta con una superficie de 121,8 kilómetros cuadrados.

## Demografía
Hasta 2021 la población era de 2218 habitantes, con una densidad de población de 18,20 habitantes por kilómetro cuadrado.